# Pachakutik

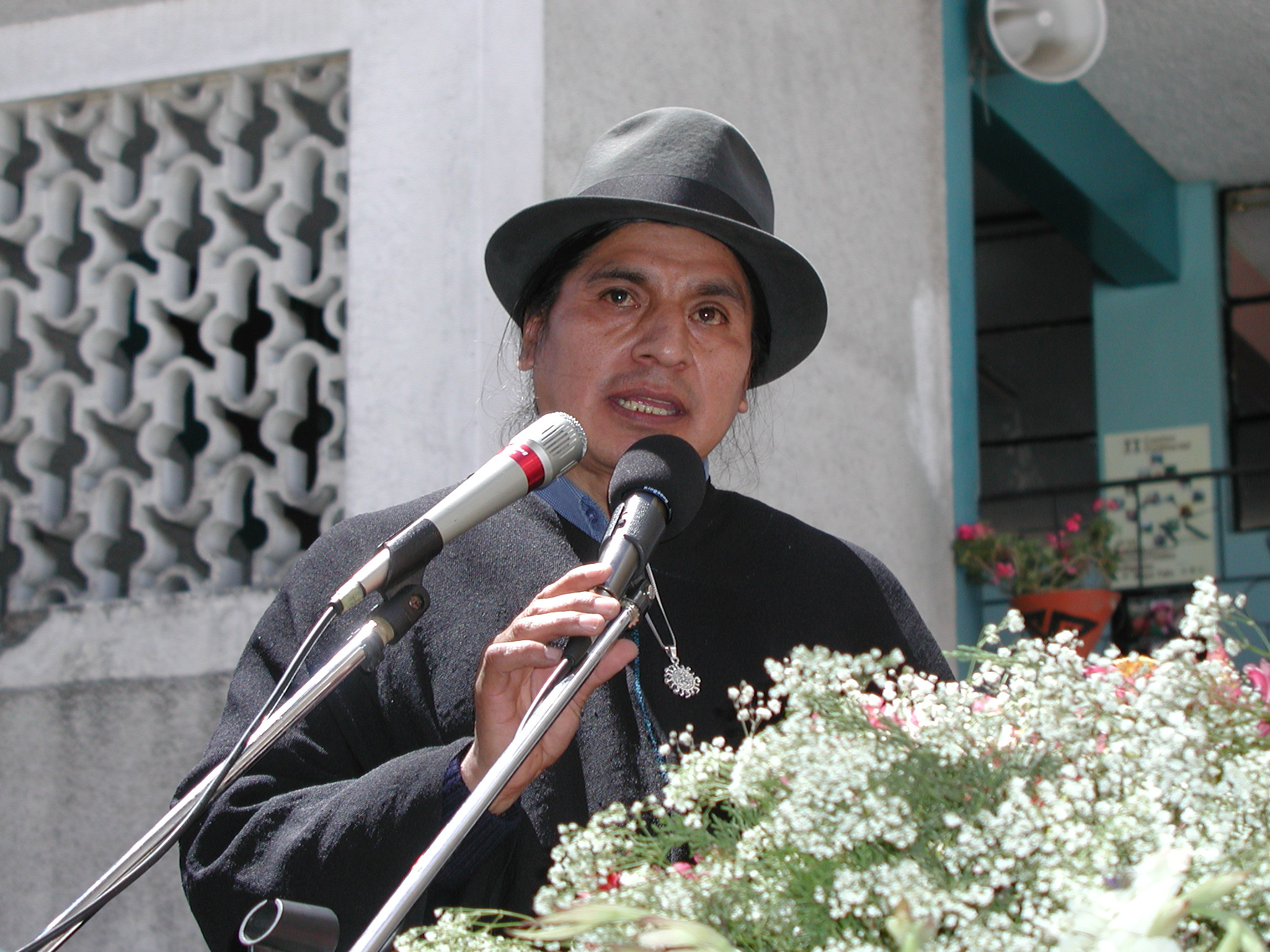
Luis Macas, l'un des principaux dirigeants du Pachakutik, en 2004.

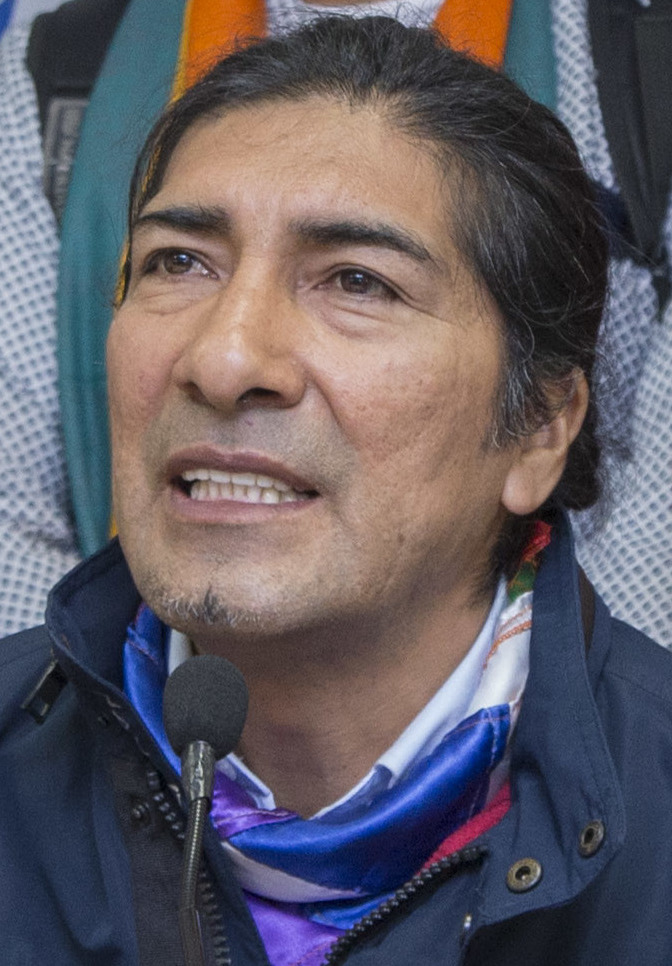
Yaku Pérez, figure du soulèvement social de 2019 et candidat du parti à l’élection présidentielle de 2021.

Le Mouvement de l'unité plurinational Pachakutik (en espagnol : Movimiento de Unidad Plurinacional Pachakutik), aussi connu par son acronyme MUPP et son nom courant Pachakutik, est un parti politique équatorien indigéniste classé à gauche de l’échiquier politique.

## Histoire
Le Pachakutik est créé en 1995 pour représenter les intérêts du mouvement indigène mené par la Confédération des nationalités indigènes de l'Équateur (CONAIE). Le parti obtient 18 % à l'élection présidentielle de 1996 et conquiert plusieurs municipalités.
L'influence électorale du Pachakutik culmine avec l'élection à la présidence de la République en 2003 de Lucio Gutiérrez, soutenu par le parti. Quatre ministre indigènes sont nommés, dont Luis Macas à l'agriculture et Nina Pacari aux affaires étrangères. C'est la première fois que des indigènes font leur entrée au gouvernement en Équateur.
Des différents politiques émergent rapidement entre le Pachakutik et Lucio Gutiérrez, et le Pachakutik retourne dès le mois d'août 2003 dans l'opposition (politique). La participation au gouvernement n'aura duré que six mois. Depuis, le Pachakutik est toujours resté dans l'opposition, conservant plusieurs députés ainsi que des municipalités.
Le candidat du Pachakutik à l’élection présidentielle de 2006, Luis Macas, obtient un score de 2,18 %, le plus faible de l'histoire du Pachakutik pour une élection présidentielle. À l’élection présidentielle de 2009, le Pachakutik participe à l'alliance électorale autour du président Rafael Correa, qui est réélu dès le premier tour, et obtient quatre sièges sur 124 aux élections législatives cette même année. En 2010, le Pachakutik, réuni en congrès dans la province de Morona-Santiago, affirme son rejet de la politique de Rafael Correa, qui est même qualifié par l'ancien maire de Cotacachi, Auki Tituaña, de « raciste, populiste et antidémocratique ». Le congrès du Pachakutik nomme Domingo Antun coordinateur du mouvement.
Lors de la crise politique de septembre 2010, qui voit des policiers rebelles prendre possession de lieux stratégiques du pays et retenir Rafael Correa, Lourdes Tibán soutient les policiers et militaires séditieux, précisant « C’est l’heure ! ». De son côté, le chef du bloc Pachakutik à l’Assemblée nationale, Cléver Jiménez, appelle « le mouvement indigène et les mouvements sociaux à constituer un seul front national pour exiger le départ du président Correa ».
Lourdes Tíban est la précandidate du Pachakutik aux élections générales équatoriennes de 2013.
Yaku Pérez (avec Virna Cedeño Escobar pour la vice-présidence) est le candidat du parti à l’élection présidentielle de 2021.

## Positionnement
Le Pachakutik est aujourd'hui placé plus à droite qu'il ne l'était à sa fondation, parfois considéré comme étant le parti de l’élite autochtone.
Le parti est scindé en différents courants. Sous le gouvernement de Lenín Moreno (2017-2021), ses représentants à l’Assemblée nationale ont régulièrement voté avec la droite (suppression de l’asile politique de Julian Assange, baisse des impôts des plus hauts revenus…), alors que son aile progressiste a participé au mouvement populaire de l’automne 2019 contre les mesures d'austérité instaurées par le gouvernement.

## Résultats électoraux

### Élections présidentielles
| Année | Candidats      | Candidats             | Premier tour | Premier tour | Rang | Remarques              |
| Année | Présidence     | Vice-présidence       | Voix         | %            | Rang | Remarques              |
| ----- | -------------- | --------------------- | ------------ | ------------ | ---- | ---------------------- |
| 1996  | Freddy Ehlers  | Rosana Vinueza        | 785 124      | 20,61%       | 3e   | Première participation |
| 2006  | Luis Macas     | César Sacoto          | 119 577      | 2,19         | 6e   |                        |
| 2013  | Alberto Acosta | Marcia Caicedo        | 280 539      | 3,26         | 6e   | Au sein de l'UPI       |
| 2017  | Paco Moncayo   | Monserratt Bustamante | 634 030      | 6,71         | 4e   | Au sein de l'ANC       |
| 2021  | Yaku Pérez     | Virna Cedeño          | 1 798 057    | 19,39        | 3e   |                        |
|       | Yaku Pérez     |                       |              | 3,76         |      |                        |

### Élections législatives
| Année | Voix      | %     | +/-   | Sièges   | +/- |
| ----- | --------- | ----- | ----- | -------- | --- |
| 2006  | 101 730   | 6,0   |       | 6 / 100  | 5   |
| 2009  | 86 414    | 1,5   | 4,5   | 4 / 124  | 2   |
| 2013  | 347 388   | 4,72  | 3,22  | 5 / 137  | 1   |
| 2017  | 217 591   | 2,67  | 0,55  | 4 / 137  | 1   |
| 2021  | 1 348 595 | 16,81 | 14,14 | 27 / 137 | 23  |